# RAC1
RAC1 (förkortning för Ràdio Associació de Catalunya 1; katalanskt uttal: [ra'ku:]) är en privat katalanskspråkig radiokanal. Den startade sina sändningar 1 maj 2000, som en första dygnetruntsändande privatradiokanalen i det katalanska språkområdet (sedan den tidigare kanalen Cadena 13 lades ner).

## Historia
Kanalen, som sänder från en studio vid Avinguda Diagonal i Barcelona, har genom åren sett stigande lyssnarsiffror, och under 2010-talet har den gått om Catalunya Ràdio som den mest lyssnade radiokanalen i Katalonien. RAC1 drivs av det Barcelonabaserade massmedieföretaget Grupo Godó via dess dotterföretag Catalunya Comunicació.
I Katalonien sker radiolyssnandet främst via katalanskspråkiga kanaler. Under den tumultartade hösten 2017 (se Spaniens konstitutionella kris 2017–2018) steg lyssnarsiffrorna generellt för radio, och under november månad nådde RAC1 som första katalanska radiokanal en snittsiffra på över 960 000 lyssnare.

## Program (urval)
Nedan listas några av de mer uppmärksammade programmen på RAC1:
- El món a RAC1 – programledare: Jordi Basté (förmiddagsprogram)
- Versió RAC1 (sena eftermiddagar)
- No ho sé – Agnès Marquès (kvällsprogram)
- Minoria absoluta (2008–2009) – Toni Soler